# Liga Deportiva Universitaria de Loja
Maillots
| \| Loja \| Localisation de Loja en Équateur. |
| Loja                                         |

La Liga Deportiva Universitaria de Loja était un club équatorien de football basé à Loja, fondé en 1987. Il disparaît en juin 2022 à la suite de problèmes financiers.

## Palmarès
- Championnat d'Équateur de D2
  - Champion : 2010